# NGC 5099
NGC 5099 é uma galáxia elíptica (E) localizada na direcção da constelação de Virgo. Possui uma declinação de -13° 02' 30" e uma ascensão recta de 13 horas, 21 minutos e 19,5 segundos.
A galáxia NGC 5099 foi descoberta em 3 de Junho de 1886 por Lewis A. Swift.